# Chionaema ariadne
Chionaema ariadne là một loài bướm đêm thuộc phân họ Arctiinae, họ Erebidae.